# Mind Games (série télévisée)
Pour les articles homonymes, voir Mind Games.
Mind Games est une série télévisée américaine en treize épisodes de 42 minutes créée par Kyle Killen dont seulement cinq épisodes ont été diffusés entre le 25 février 2014 et le 25 mars 2014 sur le réseau ABC. Au Canada, les cinq épisodes ont été diffusés à partir du 1er avril 2014 sur Citytv.
En Belgique, la série a été diffusée du 6 septembre 2018 au 18 octobre 2018 sur Plug RTL, mais reste inédite dans tous les autres pays francophones.

## Distribution

### Acteurs principaux
- Steve Zahn (VF : Jérôme Pauwels) : Clark Edwards
- Christian Slater (VF : Xavier Béja) : Ross Edwards
- Megalyn Echikunwoke (VF : Fily Keita) : Megan Shane
- Gregory Marcel (VF : Fabrice Fara) : Miles Hood
- Jaime Ray Newman (VF : Anne Dolan) : Anna Gordon
- Cedric Sanders (VF : Raphaël Cohen) : Latrell Griffin

### Acteurs récurrents et invités
- Katherine Cunningham (VF : Caroline Victoria) : Beth Scott (9 épisodes)
- Wynn Everett (en) (VF : Olivia Nicosia) : Claire Edwards (5 épisodes)
- Ron Rifkin : Ted Sanders (épisode 1)
- Kwesi Boakye (en) : Tyler (épisode 1)
- Becky Ann Baker : Cathy Steward (épisode 2)
- Philip Johnson : Ed (épisode 3)
- Eve Gordon (VF : Martine Irzenski) : Diane (épisode 3)
- Randall Batinkoff : Jonah (épisode 3)
- Emma Dumont (VF : Claire Baradat) : Sofie (épisode 3)
- Mark L. Young (en) : Ryan McKee (épisode 4)
- Marcus Giamatti (VF : Serge Faliu) : Jim McKenna (épisode 5)
- William R. Moses : Bertram Hood (épisode 5)
- Carolyn McCormick (en) (VF : Marie-Madeleine Burguet-Le Doze) : Victoria Hood (épisode 5)
- Cheryl Burton (en) : TV News Anchor (épisode 5)
- Mackenzie Astin (en) : Allen Carmichael (épisode 6)
- Jennifer Taylor : Ellen Scott (épisode 6)
- Marla Sokoloff : Lane Landis (épisode 6)
- Vinnie Jones : Isaac Vincent (épisodes 10 et 13)
- Luis Guzman : Nate (épisodes 10 à 13)
- Emily Alyn Lind : Della (épisode 11)
- Mimi Kennedy : Susan

- Version française
  - Société de doublage : Libra Films[4],[5]
  - Direction artistique : Martin Brieuc[5]
  - Adaptation des dialogues : Aziza Hellal, Pascale Gatineau, Jean-Karl Poulain, Fanny Béraud et Laurence Crouzet[5]

 Source et légende : version française (VF) sur RS Doublage et Doublage Séries Databse

## Fiche technique
- Réalisateur du pilote : Miguel Sapochnik
- Producteurs exécutifs : Kyle Killen, Keith Redmon et Donald Todd
- Coproducteur exécutif : Eli Attie
- Société de production : 20th Century Fox Television

## Développement

### Production
En septembre 2012, le projet été présenté à ABC sous le titre Influence, et le pilote a été commandé le 25 janvier 2013.
Le 10 mai 2013, ABC commande la série sous le titre actuel et annonce quatre jours plus tard lors des Upfronts qu'elle sera diffusée à la mi-saison.
Le 27 mars 2014, après la diffusion du cinquième épisode, la série a été annulée.

### Casting
Les rôles ont été attribués dans cet ordre : Steve Zahn, Megalyn Echikunwoke et Cedric Sanders, Gregory Marcel, Christian Slater et Wynn Everett (en).
En août 2013, Jaime Ray Newman rejoint la distribution principale.
Parmi les acteurs récurrents : Vinnie Jones, Luis Guzman et Mimi Kennedy.

## Épisodes
1. Pilote (Pilot)
2. Dominance asymétrique (Asymmetric Dominance)
3. Libre arbitre (Pet Rock)
4. Le journaliste (Apophenia)
5. Monsieur chou-fleur (Cauliflower Man)
6. L'enregistrement (Texts, Lies and Audiotape)
7. Ne jugez pas (Judge Not)
8. Un mélange explosif (Royal Fiasco)
9. La science du K.O. (The Sweet Science)
10. Chassez le naturel... (N.D.E.)
11. Mon père, ce héros (Embodied Cognition)
12. Dieu, m'est témoin (As God Is My Witness)
13. Les ballons (Balloon Boy)

## Réception
Le pilote n'a attiré que 3,58 millions de téléspectateurs, facilement battu par Chicago Fire (7,06 millions) sur NBC et Person of Interest sur CBS (11 millions). Les audiences ont baissé jusqu'à 2,06 millions de téléspectateurs avant d'être officiellement annulée.